# Polyseksualitet
Begrebet Polyseksualitet omhandler personer med en non-binær kønsforståelse, der er seksuelt tiltrukket af flere køn. Ikke at forveksle med panseksuel eller omniseksuel.
 Der er for få eller ingen kildehenvisninger i denne artikel, hvilket er et problem. Du kan hjælpe ved at angive troværdige kilder til de påstande, som fremføres i artiklen.

| Sex | Spire Denne artikel om sex eller sexologi er en spire som bør udbygges. Du er velkommen til at hjælpe Wikipedia ved at udvide den. |